# Leif Höegh
Leif Höegh, född 21 april 1896 i Kristiania i Norge, död 23 maj 1974 i Oslo, var en norsk redare, som grundade och drev rederiet Leif Höegh & Co.
Leif Höegh var näst yngst av fem barn till Nils Vogt Petersen (1852-1927) och Elise Olsen (1864-1952) och växte upp i en välbärgad medelklassfamilj i Frogner i Kristiania. Fadern var anställd i träfraktföretaget Westye Egeberg & Co. Han hette ursprungligen Petersen i efternamn, men tog tillsammans med sin bror efternamnet Höegh 1910 efter farmoderns släkt. Han utbildade sig i nationalekonomi på Det Kongelige Fredriks universitet i Kristiania med examen 1916. Han var därefter anställd i Kerr Steamship Co i New York och från 1919 i norska rederiet Wilh. Wilhelmsen i Norge som befraktningsansvarig för rederiets linje mellan New York City och Sydamerika.
Leif Høegh kontrakterade sitt första fartyg 1927, tankern M/T Varg från Odense Staalskibsværft i Danm Å, och utvecklade sitt rederi Leif Höegh & Co till ett framgångsrikt rederi med tankfartyg och torrlastfartyg. Vid andra världskrigets utbrott disponerade rederiet åtta tankfartyg och fyra linjefartyg och var Norges sjätte största rederi. 
Vid Tysklands invasion av Norge den 9 april 1940 var alla Höeghs fartyg utanför tyskkontrollerat område. Våren 1942 krävde det norska redarförbundets då nazistiska ledning och Tyskland att de norska redarna skulle beordra sina skepp till neutral eller tyskkontrollerad hamn, vilket Höegh och alla de andra nekade att göra. De fängslades i Bredtvedt fengsel, men frisläpptes efter några månader. Höegh flydde senare från Norge mot slutet av kriget.
Efter andra världskriget satsade rederiet på linjefart, och i slutet av 1960-talet och början av 1970-talet lades grunden till det som idag är Höegh Autoliners. Høeghs rederi var också en av pionjärerna inom naturgasfrakt och anskaffade 1973 det första LNG-tankfartyget med sfäriska tankar av den så kallade Moss-typen.
I Bilderberggruppens första möte 1954 deltog från Norge Leif Höegh jämte politikern Finn Moe. Han deltog därefter i alla årliga Bilderbergmöten fram till sin död, förutom 1955, och var medlem i Bilderberggruppens styrkommitté.

## Utmärkelser
- Kommendör med kraschan av Sankt Olavs orden,  1962
- Kommendörstecknet av Finlands Vita Ros’ orden
- Kommendör av Vasaorden
- Kommendör av Dannebrogorden
- Kommendör av Hederslegionen

[Redigera Wikidata]